# Zampalma Velha
Zampalma Velha é uma aldeia de São Tomé e Príncipe, localiza-se no distrito de Mé-Zóchi, ilha de São Tomé, próxima às localidades de Zampalma e de Aguãs Belas.